# Europaschutzgebiete Machland Süd
Machland Süd sind von der niederösterreichischen Landesregierung festgelegte Europaschutzgebiete am Südufer der Donau im Bereich der Gemeinden Wallsee-Sindelburg und Ardagger.
Es handelt sich einerseits um ein Vogelschutzgebiet und andererseits um ein Fauna-Flora-Habitat (FFH)-Gebiet.

## Beschreibung

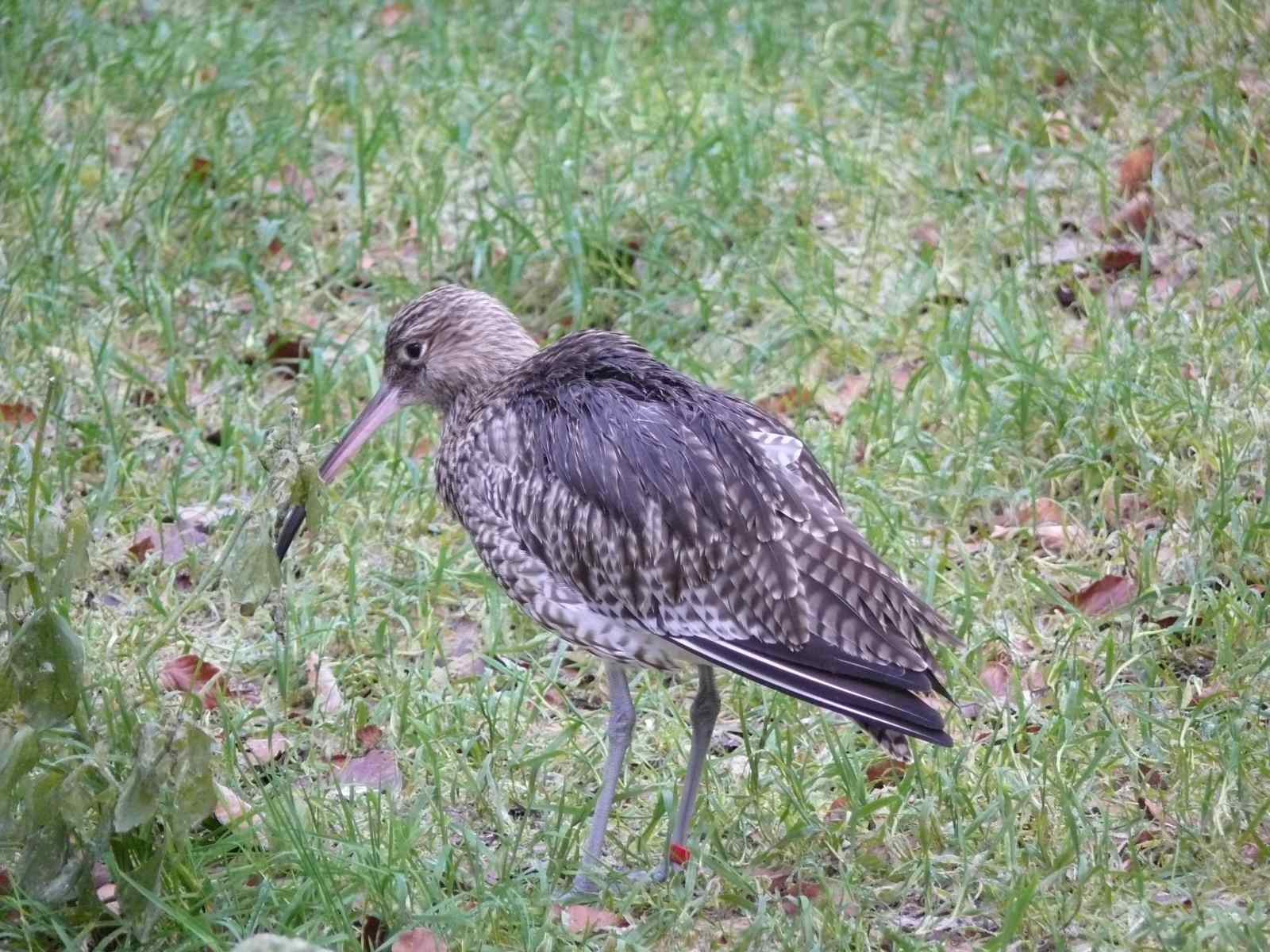
Großer Brachvogel

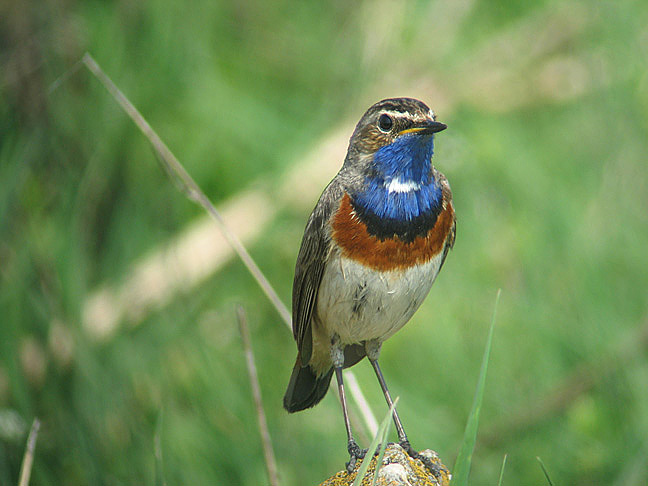
Singendes Blaukehlchen

Machland Süd liegt im nordwestlichen Mostviertel an der Grenze zum oberösterreichischen Mühlviertel. Der Grenerarm, ein Altarm der Donau, durchfließt und teilt das Gebiet. Das relevante Gebiet ist geprägt von geschlossenen Auwäldern, Äckern und in geringem Ausmaß von Wiesen und Obstgärten. Bedingt durch den relativ hohen Anteil an naturnahen Lebensräumen sind verhältnismäßig viele gefährdete Tierarten zu finden.
Die dem Schutzgebiet Machland Süd zugewiesenen Flächen betragen ungefähr 1700 Hektar. Davon sind etwa 1670 Hektar als FFH-Gebiet und etwa 1230 Hektar als Vogelschutzgebiet ausgewiesen. Die geschützten Flächen befinden sich auf einer Seehöhe von 210 m ü. A. bis 260 m ü. A. und umfassen geschlossene Auwaldbereiche und großflächige, extensiv bewirtschaftete Feuchtwiesen. Vom Schutz umfasst sind acht Lebensraum-typen, einundzwanzig Vogelarten und sechzehn sonstige Arten.
Machland Süd ist einer der bedeutendsten Brutplätze für Wiesenvögel in Niederösterreich und gleichzeitig das letzte größere Wiesenbrüter-Gebiet im Donautal. Dem Gebiet kommt überdies große Bedeutung als Rastplatz für Zugvögel, insbesondere Wasservögel, zu. Die Inseln und Schotterbänke sind attraktive Rastplätze.
Mehr als 57 Quadratkilometer des nieder- und oberösterreichischen Machlandes wurden aufgrund seiner internationalen Bedeutung für die Vogelwelt von Birdlife Österreich zur Important Bird Area (IBA) erklärt.
Unter anderem haben der Große Brachvogel und das singende Blaukehlchen in der Region die größte Verbreitung Österreichs.
Das Schutzgebiet wird vom Donauradweg durchquert.
Große Teile des niederösterreichischen Machlands sind nicht mehr besiedelt, da seit den 1970er-Jahren im Gemeindegebiet von Ardagger, speziell im Gebiet von Stephanshart an die 60 Höfe im Hochwassergebiet der Donau aufgegeben wurden. Die Höfe der abgesiedelten Bewohner wurden abgerissen.

## Schutzgegenstand der FFH-Richtlinie
Folgende Lebensraumtypen und Arten sind zu schützen:
- Lebensraumtypen

- Schlammfluren,
- Natürliche Stillgewässer mit Wasserschweber-Gesellschaften,
- Fluthahnenfuß-Gesellschaften,
- Feuchte Hochstaudenfluren,
- Glatthaferwiesen,
- Schlucht- und Hangmischwälder,
- Erlen-Eschen-Weidenauen
- Eichen-Ulmen-Eschenauen

- Arten

- Säugetiere

- Biber

- Amphibien

- Gelbbauchunke, Bergunke
- Donau-Kammmolch

- Fische und Neunaugen

- Weißflossen-Gründling
- Rapfen, Schied
- Bitterling
- Schlammpeitzger
- Steinbeißer
- Schrätzer
- Zingel
- Streber
- Koppe

- Wirbellose

- Käfer

- Eremit

- Schmetterlinge

- Eschen-Scheckenfalter
- Heller Wiesenknopf-Ameisenbläuling
- Dunkler Wiesenknopf-Ameisenbläuling

## Schutzgegenstand der Vogelschutzrichtlinie
Folgende Vogelarten und ihre Lebensräume sind geschützt:
- die in Anhang I der Vogelschutz-Richtlinie angeführten Brutvogelarten:

- Weißstorch (Ciconia ciconia),
- Wespenbussard (Pernis apivorus),
- Rohrweihe (Circus aeruginosus),
- Wachtelkönig (Crex crex),
- Eisvogel (Alcedo atthis),
- Blaukehlchen (Luscinia svecica),
- Neuntöter (Lanius collurio),

- die in Anhang I der Vogelschutz-Richtlinie angeführten Durchzügler und Wintergäste:

- Nachtreiher (Nycticorax nycticorax),
- Silberreiher (Egretta alba),
- Schwarzstorch (Ciconia nigra),
- Zwergsäger (Mergus albellus),
- Schwarzmilan (Milvus migrans),
- Rotmilan (Milvus milvus),
- Seeadler (Haliaeetus albicilla),
- Kornweihe (Circus cyaneus),
- Wiesenweihe (Circus pygargus),
- Kranich (Grus grus),
- Goldregenpfeifer (Pluvialis apricaria),
- Kampfläufer (Philomachus pugnax),
- Bruchwasserläufer (Tringa glareola),
- Trauerseeschwalbe (Chlidonias niger),

- die im gegenständlichen Gebiet regelmäßig auftretenden Zugvogelarten.

## Erhaltungsziele der Verordnung
Ziel der Verordnung des Vogelschutzgebietes Machland Süd ist die Erhaltung oder Wiederherstellung einer ausreichenden Vielfalt und einer ausreichenden Flächengröße der Lebensräume aller zum Schutzgegenstand zählenden Arten, insbesondere:
- ausgedehnte (Feucht-)Wiesen als Überschwemmungsflächen,
- spät gemähtes Grünland sowie Feuchtflächen, Hochstaudenfluren, Gräben, Flutmulden, Buschgruppen usw. als Mahd-Refugien für Wiesenvögel,
- durchströmte Nebengewässern mit einer naturnahen Gewässerdynamik und einer funktionierenden Verbindung mit der Donau,
- reichhaltig strukturierten Waldbeständen mit einer naturnahen bzw. natürlichen Alterszusammensetzung und einem charakteristischen Struktur- und Totholzreichtum sowie Alters- und Zerfallsphasen.

Die Erreichung eines günstigen Erhaltungszustandes wird im Europaschutzgebiet Machland Süd vor allem durch privatrechtliche Verträge gewährleistet.